# Піраміда Лувру

Піраміда Лувру

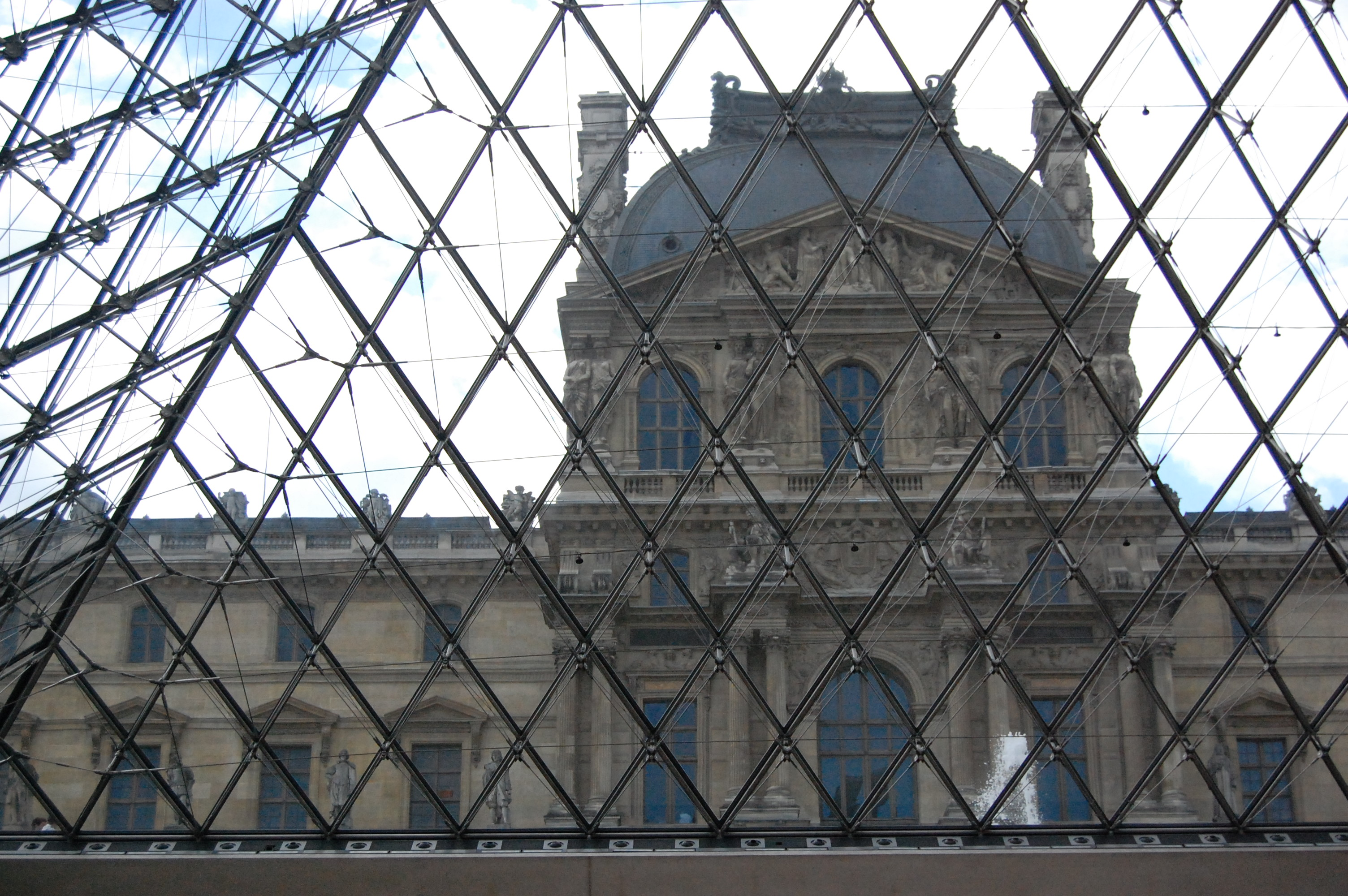
Піраміда Лувру

Скляна піраміда Лувру (фр. Pyramide du Louvre) у дворі Наполеона (cour Napoléon) служить головним входом до Лувру та є одним із символів Парижа.
Метро: лінії 1 і 7, станція Palais Royal — Musée du Louvre

## Історія
Через 200 років після Французької революції президент-масон Франсуа Міттеран запропонував проєкт «Великого Лувру». Міттеран хотів перетворити королівський палац в найбільший музей у світі. Його ідеєю було також продовження історичної осі Парижа — дев'ятикілометрової перспективи, що проходить по Єлисейських полях. Так званий Тріумфальний шлях бере свій початок від кінної статуї Людовика XIV, розташованої біля піраміди Лувру, проходить через Тріумфальну арку й закінчується Великою аркою в сучасному кварталі Парижа Дефанс.
У 1985–1989 за проєктом знаменитого архітектора Йо Мінг Пея, американця китайського походження, було побудовано піраміду, що повністю складається з скляних сегментів і забезпечує оптимальне освітлення підземного холу. Піраміда оточена фонтанами і трьома пірамідами меншого розміру.
Спочатку проєкт скляної піраміди був оцінений у пресі доволі критично, проте з часом піраміда стала сприйматися як невіддільний елемент імператорського палацу, надавши ансамблю нотку сучасності. Проєкт освітлення розробляв американський світлодизайнер Клод Енгл, що встановив галогенні лампи по внутрішньому периметру піраміди. Через 15 років керівництво Лувру замінило колишні лампи на металогалогенні, що мають меншу потужність і більшу світловіддачу. Так, завдяки «холодному» освітленню, піраміда набула сучаснішого вигляду. Дизайнерське рішення Енгла залишилося недоторканим.

## Числа і факти
- Піраміда складається з 603 ромбоподібних і 70 трикутних скляних сегментів товщиною 21 мм.[2]
- Висота піраміди — 21,65 м, довжина сторони основи — 35 м, кут нахилу — 52 °.
- Вага піраміди — близько 180 тонн.
- Прототипом послужила піраміда Хеопса.

## Галерея

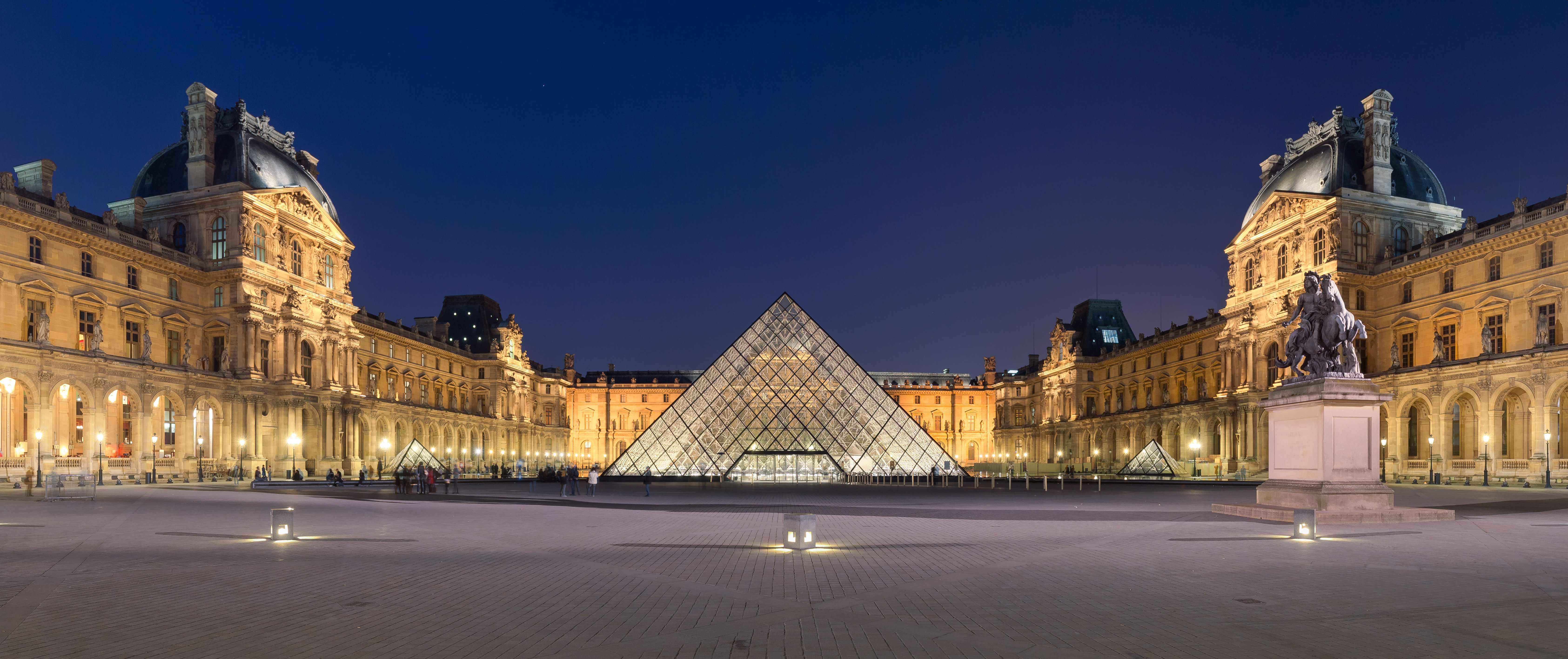